# Curva de contrato
En microeconomía, la curva de contrato es el conjunto de puntos que representan las asignaciones finales de dos bienes entre dos personas que podrían ocurrir como resultado de la negociación mutuamente beneficiosa entre las personas que tienen asignaciones iniciales de las mercancías. Todos los puntos de este lugar son asignaciones Pareto eficientes, lo que significa que a partir de cualquiera de estos puntos no hay reasignación posible que podría hacer que una de las personas más satisfechas con su asignación sin que la otra persona este menos satisfecha. La curva de contrato es el subconjunto de puntos eficientes de Pareto que podrían ser alcanzadas por el comercio de las participaciones iniciales de la gente de los dos bienes. Se dibuja en la caja de Edgeworth diagrama que se muestra aquí, en el que se mide la asignación de cada persona en vertical para un bien y horizontalmente para la otra mercancía desde el origen de esa persona (el punto de asignación cero, tanto de bienes), y el origen de una persona es la esquina inferior izquierda de la caja de Edgeworth, y el origen de la otra persona es la esquina superior derecha de la caja. Las dotaciones iniciales de las personas (a partir de la asignación de los dos bienes) están representados por un punto en el diagrama, las dos personas que se negociarán los bienes con los demás hasta que no haya más intercambios mutuamente beneficiosos son posibles. El conjunto de puntos que es conceptualmente posible para que se detengan en son los puntos de la curva de contrato.
Cualquier equilibrio walrasiano se encuentra en la curva de contrato. Al igual que con todos los puntos que son Pareto eficientes, cada punto de la curva de contrato es un punto de tangencia entre la curva de indiferencia de una persona y una curva de indiferencia de la otra persona. Por lo tanto, en la curva de contrato de la tasa marginal de sustitución es el mismo para ambas personas.

## Explicación matemática
En el caso de dos bienes y dos individuos, la curva de contrato se puede encontrar la siguiente manera. Aquí {\displaystyle x_{2}^{1}} se refiere a la cantidad final del bien 2 asignado a persona 1, etc, {\displaystyle u^{1}} y {\displaystyle u^{2}} referirse a los niveles de finales de utilidad experimentados por persona y 1 persona 2 respectivamente, {\displaystyle u_{0}^{2}} se refiere al nivel de utilidad que la persona 2 recibiría de la asignación inicial sin negociar en absoluto, y {\displaystyle \omega _{1}^{tot}} y {\displaystyle \omega _{2}^{tot}} referirse a las cantidades totales fijos disponibles de los bienes 1 y 2 respectivamente. 
{\displaystyle \max _{x_{1}^{1},x_{2}^{1},x_{1}^{2},x_{2}^{2}}u^{1}(x_{1}^{1},x_{2}^{1})}
sujeto a:
{\displaystyle x_{1}^{1}+x_{1}^{2}\leq \omega _{1}^{tot}}
{\displaystyle x_{2}^{1}+x_{2}^{2}\leq \omega _{2}^{tot}}
{\displaystyle u^{2}(x_{1}^{2},x_{2}^{2})\geq u_{0}^{2}}
Este problema de optimización establece que los bienes se repartirán entre las dos personas, de tal manera la suma de las asignaciones no es mayor que la cantidad disponible de cada producto, y la utilidad de la primera persona es lo más alta posible, haciendo que utilidad de la segunda persona no sea inferior a la que obtendría con la dotación inicial (por lo que la segunda persona no se negaría a operar desde la asignación inicial hasta el punto encontrado), esta formulación del problema se encuentra un punto de Pareto eficientes en el objetivo, en la medida de lo posible de persona de origen 1. Este es el punto que se podría lograr si la persona 1 tenía todo el poder de negociación. (De hecho, con el fin de crear al menos un ligero incentivo para la persona 2 de acuerdo con el comercio hasta el punto identificado, el punto tendría que ser ligeramente dentro de la lente.)
Con el fin de rastrear a cabo toda la curva de contrato, el problema de optimización anterior se puede modificar de la siguiente manera. Maximizar la media ponderada de las utilidades de las personas 1 y 2, con los pesos b y 1 - b, sujeto a las limitaciones que las asignaciones de cada bien no exceden su oferta y con sujeción a las restricciones que los servicios públicos tanto de las personas sean por lo menos tan grande como sus servicios públicos en las dotaciones iniciales:
{\displaystyle \max _{x_{1}^{1},x_{2}^{1},x_{1}^{2},x_{2}^{2}}b\cdot u^{1}(x_{1}^{1},x_{2}^{1})+(1-b)\cdot u^{2}(x_{1}^{2},x_{2}^{2})}
subject to:
{\displaystyle x_{1}^{1}+x_{1}^{2}\leq \omega _{1}^{tot}}
{\displaystyle x_{2}^{1}+x_{2}^{2}\leq \omega _{2}^{tot}}
{\displaystyle u^{1}(x_{1}^{1},x_{2}^{1})\geq u_{0}^{1}}
{\displaystyle u^{2}(x_{1}^{2},x_{2}^{2})\geq u_{0}^{2}}
donde {\displaystyle u^{1}} es la utilidad de esa persona 1 experimentaría en ausencia de comercio lejos de la dotación inicial. Al variar el parámetro de ponderación b, se puede rastrear a cabo toda la curva de contrato: Si b = 1 el problema es el mismo que el problema anterior, y que identifica un punto eficiente en un borde de la lente formada por las curvas de indiferencia de la inicial dotación; si b = 0 todo el peso es de utilidad en la persona de 2 en lugar de la persona de 1, y así la optimización identifica el punto eficiente en el otro borde de la lente. Como b varía suavemente entre estos dos extremos, todo el entre los puntos de la curva de contrato están trazadas.
Tenga en cuenta que las optimizaciones anteriores no son los que las dos personas se ejercen en realidad, ya sea explícita o implícitamente. En su lugar, estas optimizaciones son simplemente una forma para que el economista para identificar los puntos de la curva de contrato.